# Mthatha
Mthatha és un poble de la Província Oriental del Cap a Sud-àfrica.
Mthatha va ser la capital del bantustan de Transkei mentre van existir aquests territoris durant l'aplicació de les polítiques de desenvolupament separat de l'apartheid. El poble va ser fundat el 1869 per Richard Calverley.
És el poble natal de Nelson Mandela, que va ser líder de la lluita contra l'apartheid i president de Sud-àfrica.